# Léon Bloy
Léon Bloy   (Perigús, 11 de juliol de 1846 - Bourg-la-Reine, 3 de novembre de 1917) fou un escriptor francès de novel·la i assaig. Les seves obres reflecteixen una profundització de la devoció a l'Església Catòlica i la majoria, en general, un gran desig d'allò Absolut.

## Biografia
Quan tenia 18 anys es traslladà a París, i treballà en feines força humils. L'amistat amb el també escriptor Barbey d'Aurevilly el conduí a la fe i a un temperament extremista que passa d'un anticlericalisme violent a un catolicisme fervent amb 23 anys. Col·laborà fugaçment amb L'Univers, el periòdic de Louis Veuillot. Devot de l'aparició de La Salette, durant una estada al Santuari, conegué l'abat Tardiff, que l'introduí en l'estudi de la simbologia bíblica i l'estimulà a escriure una obra sobre l'aparició de la Mare de Déu. En aquell període maduren els elements essencials del seu pensament i del seu estil, i coneix personalitats importants de la vida literària parisenca, Paul Verlaine, Ernest Hello, Villiers de l'Isle, J. Huysmans...
També en aquella època (1877) coneix Anne-Marie Roullet, prostituta a qui converteix al catolicisme i que gradualment comença a tenir experiències místiques i revelacions; el clímax del misticisme exacerbat —en un entorn de misèria material i soledat espiritual— i d'anuncis apocalíptics incomplerts culmina amb la demència completa d'Anne-Marie i l'aixafament moral de Bloy. Escriu després la seva primera obra de rellevància, la novel·la El Desesperat (1887); en ella ataca amb ferocitat gairebé tots els literats del moment, amb la qual cosa es guanya l'enemistat del món literari.
La seva vida arriba a un equilibri el 1889, quan es casa amb Jeanne Molbeck (danesa protestant, convertida per ell al catolicisme), arribant a la serenitat que necessitava per publicar llibres i articles. Des d'aleshores fins a la seva mort, escrigué aproximadament un llibre per any (àdhuc un diari que publicà regularment), aconseguint la devoció d'un grup de lectors petit però fidel, i sempre bordejant la misèria. Morí el 3 de novembre del 1917.
Tot i que molt crític amb l'ambient catòlic de la seva època, fou un catòlic de vida sacramental senzilla, violent però obedient. Enemic declarat del burgès, i de tots els valors que encarnaven l'esperit modern (progrés, democràcia, ciència), se'l sol emparentar en aquest aspecte amb altres artistes contestataris de finals del segle xix.
El catolicisme francès del segle xx, després d'haver-lo ignorat al començament, l'ha recuperat parcialment, i és tingut com una figura referent del catolicisme ortodox però inconformista i independent, refractari a tota agrupació o partit; en aquest aspecte, se'l sol ubicar al costat d'homes com Charles Péguy i Georges Bernanos.
Tingué un paper decisiu en la conversió de moltes persones, entre ells Jacques Maritain i Pieter Van der Meer de Walcheren, de qui fou padrí de bateig.
Entre les seves obres destaquen: El desesperat (1889), La salvació pels jueus (1892), Contes descortesos (1895), La dona pobre (1897), La que plora (1907), La sang del pobre (1909), L'ànima de Napoleó (1912), Exegesi de Llocs comuns (1913) i Meditacions d'un solitari (1917). També publicà diversos volums del seu diari: El rodamón ingrat (1892-1896), El meu diari (1896-1900), Quatre anys de captiveri (1900-1904), L'invendible (1904-1907), El vell de la muntanya (1907-1910), El pelegrí de l'absolut (1910-1912), Al llindar de l'Apocalipsi (1912-1915) i pòstumament El portal dels humils (1915-1917).